# Massimo Mutarelli
Massimo Mutarelli (né le 13 janvier 1978 à Côme, dans la province du même nom en Lombardie) est un footballeur italien. Il évolue au poste de milieu de terrain.

## Biographie

### Clubs
- 1996-1998 : Atalanta Bergamasca Calcio
- 1998-2003 : Genoa Cricket and Football Club
- 2003-2006 : US Palerme
- 2006-2009 : Società Sportiva Lazio
- 2009-2011 : Bologne Football Club 1909
- mars 2012-2012 : Atalanta Bergame

## Palmarès
- 1 championnat de Serie B : 2004 US Palerme